# Sphalerocoroides
Sphalerocoroides is een geslacht van wantsen uit de familie van de Reduviidae (Roofwantsen). Het geslacht werd voor het eerst wetenschappelijk beschreven door Putshkov in 1985.

## Soorten
Het genus is monotypisch en bevat alleen de volgende soort:

- Sphalerocoroides annulipes (Miller, 1952)